# Вержа
Вержа́ — река в Смоленской области России в Сафоновском и Холм-Жирковском районах. Правый приток Днепра.
Длина реки — 37 км, по другим данным 41 км, площадь водосборного бассейна — 341 км². Исток юго-западнее д. Иванково Холм-Жирковского района на Сафоновской возвышенности. Направление течения: юг, юго-восток. Пересекает автомагистраль М1 «Беларусь» у деревни Храмцово. Устье южнее деревни Мяхново Сафоновского района. Правые притоки: Белавка, Холмянка, Большая Вержа, Ров. Левые притоки: Малая Вержа, Лимна.